# HD 164614
HD 164614，又名BD+33 3006，SAO 66551、HR 6726，是一颗恒星，视星等为5.99，位于銀經59.24，銀緯24.43，其B1900.0坐标为赤經17h 56m 56.5s，赤緯+33° 24.43′ 2″。